# アンリ・シリアニ
アンリ・シリアニ（Henri Ciriani、1936年12月30日- ）は、ペルー、リマ生まれのフランスの建築家。イタリア（フリウリ＝ヴェネツィア・ジュリア州）系の家系。既婚。子供二人。

## 経歴
コレジオ・サンタ・マリア、リマ国立工科大学建築学部および国立整備計画学院で学ぶ。リマで建築家として活動（1961-1964）。建築学部助教授もつとめる（1962-1964)。1964年にフランスに移住。アンドレ・ゴミの事務所に勤務(1965-1968）した後、AUA（Atelier d'Urbanisme et d'Architecture）に入り、その分野横断的枠組みのなかでペイザジストのミシェル・コラジュに協力（1968-1975）。1976年以降独立して活動。フランス国内および国際的な多くの設計競技に参加。パリのエコール・デ・ボザール（1969-1984)、パリ-ベルヴィル建築学校(1984-2002)およびナヴァーレ（スペイン）大学建築学部(2006-)にて教授、リマ国立工科大学特任教授(1985)、同市国立フェデリコ・ヴィラレアル大学名誉教授（1996)。ダブリン大学（1985）、ロンドン大学（1987）、ペンシルベニア大学(1989)、アムステルダムのベルラーゲ学院(1991，1994)、アイスランドのレイキャヴィク大学(1994)、アムステルダムの芸術建築学校（1995)、ワロン地域（ベルギー）のサン-リュック高等建築研究所（1999)客員教授。王立英国建築家協会名誉フェロー。在ローマ・フランス・アカデミー（1987-91）、ル・コルビュジエ財団(1989年以降）運営委員。フランス内外での会議および団体展多数。パリのフランス建築研究所(1984)、フィゲラス・ダ・フォス、ポルトおよびリスボン(1985)、東京(1987)、ヴェネツィア建築大学(1999)およびサンパウロ・ビエンナーレ（2005)における回顧展。近代建築の強力な擁護者、アンリ・シリアニは彼の世代の最も才能豊かな建築家のひとりである。彼の熱情と近代的空間への揺るぎない確信は幾世代もの学生たちに影響を刻印した。

## 受賞
- 1983　国民建築大賞
- 1997　アーノルド・ブルナー記念建築賞

## 1962年から1964年までのペルーの公共アトリエでの実現作品
- 1962-1964　ヴェンタニッラの公共住宅
- 1963　マツテの公共住宅
- 1964　リマクの公共住宅
- 1964　サン・フェリペの公共住宅

## AUAにおけるミシェル・コラジュウとの実現作品
- 1968　オルリー墓地
- 1968-74　グルノーブルのアルルカン第一地区の都市景観

## 1976年の設立以降のアンリ・シリアニ建築事務所の実現作品
- 1980　300の住宅単位（ユニテ・ド・ロジュマン）、ノワジー-ル-グラン（ラ・ノワズレー）、ラ・ビュット・ヴェルト通り
- 1981　99の住宅単位、ノワジー-ル-グラン（ル・ジョルジュ・サンド）、ラ・ビュット・ヴェルト通り
- 1982　130の住宅単位、サン-ドニ（ラ・クール・ダングル）、オーギュスト・プーラン通り25番地
- 1983　古代アルルとプロヴァンスの博物館、アルル、ローマ時代の戦車競走場の遺跡で知られる半島上に位置する。
- 1983　託児所、サン-ドニ、ジャン・メルモズ通り23番地（同年の銀の定規賞）
- 1985　サン-タントワーヌ病院の中央調理場、パリ、シトー通り
- 1986　95の住宅単位、エヴリー、ラ・マール・ディアークル広場（1988年住環境パルム・ドール賞）
- 1986　125の住宅単位、ブールヴァール・デュ・セグレー61番地、ローニュ
- 1986　31の住宅単位、ジュゼッペ・ヴェルディ通り13番地、ローニュ
- 1989　幼児センター、ピエール・マンデス・フランス通り8番地、トルシー
- 1991　50の住宅単位、 デュ・シュヴァルレ通り127番地、パリDessins et photos
- 1992　第一次世界大戦歴史博物館、シャトー広場、ペロンヌ
- 1993　財務省別館、ブールヴァール・ヴァンサン-オリオル155番地、パリ
- 1994　108の住宅単位、オブラック通り4-5番地、パリ
- 1995　38戸のアパルトマン、デデムスヴァールトヴェグ通り1125-1201、ハーグ（オランダ）
- 1996　90の住宅単位、スターリングラード大通り77-91番地、コロンブ
- 1999　パラヤ・エスコンディアの住宅、リマ南部、ペルー（2000年エグザゴノ・デ・オロ賞）
- 2000　デ・スタドスポールト・カレッジ、メルクヴェグ通り、グロニンゲン（オランダ）、Team 4との協働
- 2001　INRIA 会議センター、ロカンクール
- 2006　ポントワーズ裁判所、ヴィクトル・ユゴー通り3番地